# Hildegard Westerkamp
Hildegard Westerkamp (ur. 8 kwietnia 1946 r. w Osnabrück) – kanadyjska kompozytorka muzyki elektroakustycznej, ekolożka muzyki i wykładowczyni akademicka niemieckiego pochodzenia.
W 1968 r. wyemigrowała do Kanady. Kształciła się na Uniwersytecie Kolumbii Brytyjskiej. W latach siedemdziesiątych dołączyła do projektu World Soundscape Project prowadzonego przez kanadyjskiego kompozytora Murraya Schafera. Zajmowała się nagraniami terenowymi m.in. odgłosów ulicznych, odgłosów ciszy na pustyni czy odgłosów z okolic blisko lotniska. 

## Albumy
- 1986: Fantasie For Horns I And II (Wydawnictwo: Inside The Soundscape, #1, C30 - Kassette)
- 1986: Streetmusic (Wydawnictwo: Inside The Soundscape, #2, Kassette)
- 1986: Cordillera / Zone Of Silence Story (Wydawnictwo: Inside The Soundscape, #3, Kassette), zusammen mit Norbert Ruebsaat
- 1986: Voices for the Wilderness (Wydawnictwo: Inside The Soundscape, #4, Kassette)
- 1986: Harbour Symphony (Wydawnictwo: Inside The Soundscape, #5, C25 - Kassette)
- 1996: Transformations (Wydawnictwo: Empreintes DIGITALes, IMED 9631, CD)
- 2002: Into India (Wydawnictwo: Earsay, ES 02002, CD)